# کندرا وکر
کندرا وکر (انگلیسی: Kendra Wecker؛ زادهٔ ۱۶ دسامبر ۱۹۸۲) بازیکن بسکتبال اهل ایالات متحده آمریکا است.